# مور (کارولینای جنوبی)
مور (به انگلیسی: Moore) یک منطقهٔ مسکونی در ایالات متحده آمریکا است که در شهرستان اسپارتانبرگ، کارولینای جنوبی واقع شده‌است.